# Redwillow River
Redwillow River är ett vattendrag i Kanada.   Det ligger i provinserna Alberta och British Columbia, i den centrala delen av landet, 3 200 km väster om huvudstaden Ottawa.
I omgivningarna runt Redwillow River växer i huvudsak blandskog. Trakten runt Redwillow River är nära nog obefolkad, med mindre än två invånare per kvadratkilometer.